# Моральное животное
Моральное животное — книга журналиста Роберта Райта, выпущенная в 1994 году. Автор исследует аспекты повседневной жизни через эволюционную биологию.

## Краткое изложение
Райт исследует аспекты повседневной жизни с помощью эволюционной биологии. Он дает дарвиновские объяснения человеческому поведению и психологии, социальной динамике и структурам, а также отношениям людей с возлюбленными, друзьями и семьей.
Райт много заимствует из более известных публикаций Чарльза Дарвина, включая «Происхождение видов» (1859), а также из его хроник и личных записей, иллюстрируя принципы поведения примерами из биографии самого Дарвина.

## Отзывы
The New York Review of Books выбрала «Моральное животное» одной из 12 лучших книг 1994 года; книга стала национальным бестселлером и была опубликована на 12 языках. Палеонтолог Стивен Джей Гулд раскритиковал книгу в The New York Review of Books. В рецензии на книгу невролог Эми Вакс написала: «Одним из показателей его [Райта] успеха является то, что большинство несоответствий в книге можно отнести к слабым местам в работе, которую он стремится представить, а не в изложении Райта». Лингвист Стивен Пинкер в своей рецензии в New York Times Book Review высоко оценил «Моральное животное» как «очень умную, прекрасно написанную и захватывающе оригинальную книгу», но нашел недостатки в «более серьезных этических аргументах» автора.
В 2022 году книга получила высокие оценки экспертов программы «Всенаука» и вошла в число книг, свободных для легального бесплатного скачивания.